# Pinki Virani
Pinki Virani (née le 30 janvier 1959) est une écrivaine, journaliste, militante des droits de l'homme et écrivaine indienne. Elle est l'auteure de Once was Bombay, Aruna's Story, Bitter Chocolate: Child Sexual Abuse in India (qui a remporté le prix national), et Deaf Heaven. Son cinquième livre s'intitule Politics of the Womb - The Perils of Ivf, Surrogacy & Modified Babies.

## Jeunesse et éducation
Pinki Virani est née à Mumbai, en Inde, le 30 janvier 1959, de parents musulmans gujarati. Son père rest propriétaire d'un magasin et sa mère est enseignante. Elle réalise son parcours scolaire dans des écoles à Mumbai, Pune et Mussoorie. Elle part aux États-Unis pour étudier et obtient une maîtrise en journalisme grâce à la bourse de la Fondation Aga Khan. Elle fait un stage au Sunday Times, où elle fait de nombreux reportages sur les émeutes raciales en Grande-Bretagne.

## Carrière
Elle commence à travailler comme dactylographe à l'âge de 18 ans. Lorsqu'elle revient en Inde après sa bourse, elle travaille comme journaliste et devient la première femme rédactrice en cheffe d'un journal du soir en Inde. Elle s'est éloignée du journalisme lorsqu'elle a publié son premier livre.
Pinki Virani est effectivement l'auteure de cinq livres. L'histoire d'Aruna parle du viol d'une infirmière qui l'a laissée dans le coma. Le livre fait partie d'un documentaire de 52 minutes, produit par le PSBT, intitulé 'Passive Euthanasia: Kahaani Karuna Ki'. Le metteur en scène de théâtre Arvind Gaur l'a scénarisé et mis en scène dans une pièce intitulée 'Aruna's Story', interprété par Lushin Dubey,. Bitter Chocolate parle d'abus sexuels sur des enfants en Inde. Une pièce basée sur ce livre a aussi été mise en scène par Arvind Gaur et interprétée par Lushin Dubey,,. Once Was Bombay est un livre de sociologie. Deaf Heaven, sa première œuvre de fiction, expérimente la forme et le style pour prévenir du danger de basculement d'un pays moderne dans le néo-fascisme. Dans Politics Of The Womb - The Perils Of Ivf, Surrogacy & Modified Babies (2016), elle critique la FIV et d'autres formes de procréation assistée lorsqu'elles sont utilisées sur des femmes dans des cycles répétitifs agressifs, et appelle à une interdiction mondiale de la maternité de substitution commerciale et de toutes autres formes de procréation assistée par un tiers.

## Affaire Aruna Shanbaug
En 2009, Pinki Virani dépose une requête devant la Cour suprême de l'Inde au nom d'Aruna Shanbaug, une infirmière travaillant à l'hôpital KEM de Mumbai le 27 novembre 1973, lorsqu'elle a été agressée sexuellement par un balayeur. Au cours de l'attaque, Aruna Shanbaug est étranglée avec une chaîne et privée d'oxygène, ce qui l'a laissée dans un état végétatif. Elle a été soignée au KEM après l'incident et a été maintenue en vie par une sonde d'alimentation pendant 42 ans, jusqu'à sa mort d'une pneumonie en 2015. Dans la pétition de Pinki Virani en 2009, elle fait valoir que « la poursuite de l'existence d'Aruna est en violation de son droit de vivre dans la dignité ». La Cour suprême rend sa décision le 7 mars 2011. Il a rejeté l'appel à interrompre le maintien en vie d'Aruna, mais publie un ensemble de directives générales légalisant l'euthanasie passive en Inde. La Cour suprême refuse également de reconnaître Pinki Virani comme "proche amie" d'Aruna Shanbaug, une description que Pinki Virani a utilisée pour déposer la requête.

## Vie privée
Elle est mariée à Shankkar Aiyar, journaliste et auteur de Accidental India.